# Теслярська вулиця (Київ)
Тесля́рська ву́лиця — вулиця в Голосіївському районі міста Києва, місцевість Голосіїв. Пролягає від вулиці Академіка Книшова до тупика. 

## Історія
Виникла в середині XX століття під назвою Нова. Сучасна назва — з 1958 року.